# Lia Quartapelle
Lia Quartapelle (Varese, 15 de agosto de 1982) é uma economista e política italiana.

## Biografia
Nascida em Varese em 1982, viveu em Milão.
Em 2005 trabalhou como coordenadora na Ut Phoenix Foundation nas Relações euro-mediterráneas. Em 2007 trabalhou por um ano como economista na Cooperação Italiana no Moçambique.
Em 2012 terminou o doutorado em Economia na Universidade de Pavia.
Eleita deputada pela primeira vez em 2013 pelo PD, foi cogitada como sucessora de Federica Mogherini como Ministra das Relações Exteriores.